# 501 TCN
501 TCN là một năm trong lịch La Mã.